# Dušan Petković (voleibolista)
Dušan Petković (em sérvio:  Душан Петковић, Nis, 27 de janeiro de 1992) é um jogador de voleibol indoor sérvio que atua na posição de oposto.

## Carreira

### Clube
Petković começou a praticar voleibol no Crvena Zvezda, um clube militante de Belgrado na primeira divisão sérvia; após as fases juvenis e uma breve passagem pelo Radnički Kragujevac, estreou na equipe principal na temporada 2010-11. Em quatro anos conquistou três títulos do Campeonato Sérvio, três Copas da Sérvia e três Supercopas da Sérvia.
Competiu a temporada 2014-15 pelo AS Cannes, no voleibol francês, onde permaneceu durante dois anos, antes de se transferir para o Al-Rayyan, no campeonato catarense, para a temporada de 2016-17 por onde conquistou o título da Copa Emir.
Em 2017 o oposto volta ao continente europeu para competir pelo Argos de Sora, no campeonato italiano, enquanto para a temporada 2019-20, vestiu a camisa do polonês PGE Skra Bełchatów por dois anos.
Em 2021, ainda disputando o campeonato polonês, defendeu as cores do Projekt Warszawa na temporada 2021-22. Ao término da temporada, o oposto foi anunciado como o novo reforço do Pallavolo Padova para a temporada seguinte.

### Seleção
Pelas categorias de base, Petković conquistou o título do Campeonato Mundial Sub-19 de 2009 e foi medalhista de bronze no Campeonato Mundial Sub-21 de 2011 e prata no Campeonato Mundial Sub-23 de 2013.
Recebeu a primeira convocação para representar a seleção adulta sérvia em 2013.

## Títulos
Crvena Zvezda
- Campeonato Sérvio: 2011-12, 2012-13, 2013-14

- Copa da Sérvia: 2010-11, 2012-13, 2013-14

- Supercopa Sérvia: 2011, 2012, 2013

Al-Rayyan
- Copa Emir: 2017

## Clubes
| Anos      | Clube               |
| --------- | ------------------- |
| 2009–2010 | Radnički Kragujevac |
| 2010–2014 | Crvena Zvezda       |
| 2014–2016 | AS Cannes           |
| 2016–2017 | Al-Rayyan           |
| 2017–2019 | Argos de Sora       |
| 2019–2021 | PGE Skra Bełchatów  |
| 2021–2022 | Projekt Warszawa    |
| 2022–     | Pallavolo Padova    |